# な
な або ナ (/na/; МФА: [na] • [nä]; укр. на) — склад в японській мові, один зі знаків японської силабічної абетки кана. Становить 1 мору. Розміщується у комірці 1-го рядка 5-го стовпчика таблиці ґодзюон.

## Короткі відомості

### Опис
Фонема сучасної японської мови. Складається з одного ясенного приголосного звука та одного неогубленого голосного середнього ряду низького піднесення /а/ (あ).
| Ясенний носовий: |  | /n/ → | な | [na] |  |

### Порядок
Місце у системах порядку запису кани:
- Порядок ґодзюону: 21.
- Порядок іроха: 21. Між ね і ら.

### Абетки
- Хіраґана: な

Походить від скорописного написання ієрогліфа 奈 (на, китайська айва).
- Катакана: ナ

Походить від скорописного написання верхньої лівої складової ієрогліфа 奈 (на, китайська айва).
- Манйоґана: 那 • 男 • 奈 • 南 • 寧 • 難 • 七 • 名 • 魚 • 菜

### Транслітерації
- Кирилиця:
Система Поліванова: НА (на).
Альтернативні системи: НА (на).
- Латинка
Система Хепберна: NA (na).
Японська система: NA (na).
JIS X 4063: na
Айнська система: NA (na).

### Інші системи передачі
- Шрифт Брайля:
| ●－ －－ ●－ |
- Радіоабетка: НАґоя но НА (名古屋のナ; «на» Наґої)
- Абетка Морзе: ・－・